# Shades of a Blue Orphanage
Shades of a Blue Orphanage je druhé studiové album irské skupiny Thin Lizzy, vydané v roce 1972 (viz 1972 v hudbě). .
Název je kombinací názvů předchozích skupin, ve kterých členové Thin Lizzy hráli: Shades of Blue a Orphanage.

## Seznam stop
1. "The Rise & Dear Demise of the Funky Nomadic Tribes" (Lynott/Bell/Downey) – 7:06
2. "Buffalo Gal" – 5:30
3. "I Don't Want to Forget How To Jive" – 1:46
4. "Sarah" – 2:59
5. "Brought Down" – 4:19
6. "Baby Face" – 3:27
7. "Chatting Today" – 4:19
8. "Call the Police" – 3:37
9. "Shades of a Blue Orphanage" – 7:06

Všechny písně napsal Philip Lynott, pokud není uvedeno jinak.
Předpokládalo se, že nová reedice alba vyjde někdy v roce 2007, ale vydání se opozdilo až do dubna 2008.
Seznam stop je následující:
1. The Rise & Dear Demise Of The Funky Nomadic Tribes
2. Buffalo Gal
3. I Don't Want To Forget How To Jive
4. Sarah (VERSION 1)
5. Brought Down
6. Baby Face
7. Chatting Today
8. Call The Police
9. Shades Of A Blue Orphanage
10. Whiskey In The Jar (FULL LENGTH VERSION)
11. Black Boys On The Corner
12. Buffalo Gal (1977 OVERDUBBED & REMIXED VERSION)
13. Sarah (1977 OVERDUBBED & REMIXED VERSION)
14. Brought Down (1977 OVERDUBBED & REMIXED VERSION)
15. Suicide (BBC RADIO 1 JOHN PEEL SESSION)
16. Black Boys On The Corner (BBC RADIO 1 JOHN PEEL SESSION)
17. Saga Of The Ageing Orphan (BBC RADIO 1 JOHN PEEL SESSION)
18. Whiskey In The Jar (BBC RADIO 1 JOHN PEEL SESSION)

## Obsazení
- Eric Bell - kytara
- Brian Downey - bicí, perkusy
- Phil Lynott - baskytara, zpěv, akustická kytara

host
- Clodagh Simonds - Cembalo, mellotron